# HAPPY FUN RADIO
『HAPPY FUN RADIO』（ハッピー ファン レディオ）は、FM802にて1998年10月から2008年10月2日まで毎週月曜から木曜の10:00 - 13:00に放送されていた生放送のラジオ番組。DJは中島ヒロト。

## 概要
- 年に一回（夏の時期）、中島ヒロトが夏休みで1週間だけこの番組を休む。その際、日替わりでFM802のDJが担当する。
- 番組ホームページ、グッズデザインのキャラクター全般は上田バロンが担当した。
- この番組の前の番組「HIRO T'S MORNING JAM」のDJヒロ寺平に挨拶をしない。これについては、本人が番組内で、「わざわざ番組内で挨拶をしなくてもいい」と語っている。

### 放送時間
- 月 - 木曜 10:00 - 13:00

祝日は「HOLIDAY SPECIAL」を放送するため休止されることがあった（通常通り放送の場合もあった）。

## 主なコーナー
- 10 MINUTES JOURNAL

旬な話題、気になるうわさ、季節の情報を届けるコーナー。
- OUR SONGS

- STYLING BOOKS

毎週月曜日は月の初めのみ関西じゃらん提供の「関西じゃらんSTYLING BOOKS」となり、それ以外の週はKANSAI1週間提供の「KANSAI1週間STYLING BOOKS」となる。
また、毎週木曜日はヒガシマル醤油提供の「ヒガシマル醤油STYLING BOOKS」となる。
- POP UP!

毎週月曜日はジェットスター航空提供の「ジェットスターPOP UP!」となる。

## 終了したコーナー
- NESCAFE GOLDBLEND INNER SKETCHES

2007年9月末でネスレが提供スポンサーから降板したため、終了した。
| FM802 月 - 木曜 10:00 - 13:00 | FM802 月 - 木曜 10:00 - 13:00 | FM802 月 - 木曜 10:00 - 13:00                                           |
| 前番組                        | 番組名                        | 次番組                                                                  |
| ----------------------------- | ----------------------------- | ----------------------------------------------------------------------- |
| PACIFIC OASIS                 | HAPPY FUN RADIO               | HIRO T'S MORNING JAM ※6:00 - 11:00 【1時間拡大】FLiPLiPS ※11:00 - 15:00 |